# Дита Ултрагас (Напуљ)
Дита Ултрагас је насеље у Италији у округу Напуљ, региону Кампанија.
Према процени из 2011. у насељу је живело 16 становника. Насеље се налази на надморској висини од 21 м.